# حسام الدين آشنا
حسام الدين آشنا (1964) هو المستشار للرئيس روحاني. اختاره حسن روحاني رئيس جمهورية إيران الإسلامية مستشاراً في 1 أكتبر 2013.